# Ceratina esakii
Ceratina esakii är en biart som beskrevs av Keizo Yasumatsu och Hirashima 1969. Ceratina esakii ingår i släktet märgbin, och familjen långtungebin. Inga underarter finns listade i Catalogue of Life.